# Nuestra Señora de la O (Mugía)
Nuestra Señora de la O (también llamada Nosa Señora da O  y llamada oficialmente Santa María da O) es una parroquia y lugar español del municipio de Mugía, en la provincia de La Coruña, Galicia.

## Entidades de población
Entidades de población que forman parte de la parroquia:
- O (A On)[4]
- Pardiñas
- Riotorto
- Sendón

## Demografía
| Gráfica de evolución demográfica de Nuestra Señora de la O entre 2000 y 2018 |
|                                                                              |
| Datos según el nomenclátor publicado por el INE.                             |